# Hylomyscus simus
Hylomyscus simus és una espècie de mamífer rosegador de la família dels múrids. És endèmic dels boscos humits de Guinea, on la seva distribució va des de Guinea i Sierra Leone a l'oest fins a Ghana a l'est. El seu hàbitat natural són les selves pluvials. Durant molt de temps fou considerat una subespècie de H. alleni, del qual només es pot distingir amb certesa mitjançant anàlisis de genètica molecular. Les dents incisives apunten lleugerament cap endavant. És un vector del virus de Sangassou.